# 취재파일 4321
《취재파일 4321》은 1999년 10월 22일부터 2013년 4월 7일까지 방송된 탐사보도 프로그램이다.

## 기획 의도
기자의 냉철하고 따뜻한 시선으로 보는 탐사보도 프로그램이다.

## 방송 시간
| 방송 채널 | 방송 기간                          | 방송 시간                            |
| --------- | ---------------------------------- | ------------------------------------ |
| KBS 1TV   | 1999년 10월 22일 ~ 2000년 4월 28일 | 매주 금요일 밤 10시 ~ 11시           |
| KBS 1TV   | 2000년 5월 6일 ~ 2000년 10월 7일   | 매주 토요일 밤 10시 35분 ~ 11시 15분 |
| KBS 1TV   | 2000년 10월 15일 ~ 2003년 6월 22일 | 매주 일요일 밤 10시 35분 ~ 11시 15분 |
| KBS 1TV   | 2003년 6월 29일 ~ 2004년 10월 31일 | 매주 일요일 밤 9시 30분 ~ 10시 10분  |
| KBS 1TV   | 2004년 11월 7일 ~ 2007년 4월 22일  | 매주 일요일 밤 10시 20분 ~ 11시      |
| KBS 1TV   | 2007년 4월 29일 ~ 2008년 3월 30일  | 매주 일요일 밤 10시 30분 ~ 11시 10분 |
| KBS 1TV   | 2008년 4월 6일 ~ 2009년 12월 27일  | 매주 일요일 밤 9시 40분 ~ 10시 20분  |
| KBS 1TV   | 2010년 1월 10일 ~ 2013년 4월 7일   | 매주 일요일 밤 10시 30분 ~ 11시 10분 |

## 타이틀 변천사
| 역대 | 타이틀        | 방송 기간                         |
| ---- | ------------- | --------------------------------- |
| 1기  | 취재파일 4321 | 1999년 10월 22일 ~ 2013년 4월 7일 |
| 2기  | 취재파일 K    | 2013년 4월 12일 ~ 2017년 8월 27일 |

## 같이 보기
- 취재파일 K